# Assikasso
L'Assikasso est un ancien royaume d'Afrique de l'Ouest, dont l'espace territorial – dans l'actuelle Côte d'Ivoire – était compris entre le 7e et le 8e parallèle nord, depuis le fleuve Comoé à l'ouest jusqu'à la frontière de la Côte-de-l'Or (auj. Ghana) à l'est. 